# Chromis dasygenys
Chromis dasygenys är en fiskart som först beskrevs av Fowler, 1935.  Chromis dasygenys ingår i släktet Chromis och familjen Pomacentridae. Inga underarter finns listade i Catalogue of Life.